# LG L40
LG L40은 LG전자가 2014년 4월 출시한 최저가형 스마트폰이다. WMC 2014에서 LG L70, LG L90과 같이 공개되었으며, 유럽에만 출시되었다.

## 운영 체제 / 소프트웨어

### 안드로이드 4.4.2 킷캣
L40은 4.4.2 킷캣을 기본 탑재하여 출시되었다.

## 특수 기능

### 노크 코드
화면이 꺼진 상태에서 설정한 패턴대로 화면을 터치하면 화면이 켜짐과 동시에 잠금도 함께 풀리는 기능이다. G 프로 2에서 처음 공개되었다.

### 캡처 플러스
웹문서 전체를 한 번에 캡처할 수 있는 기능이다. G2부터 시작된 캡처 올과 같다.

### 게스트 모드
잠금패턴을 다르게 설정하여 두 개의 다른 환경을 만드는 기능이다.

## 색상
- 블랙
- 화이트